# Praon rhopalosiphum
Praon rhopalosiphum är en stekelart som beskrevs av Hajimu Takada 1968. Praon rhopalosiphum ingår i släktet Praon och familjen bracksteklar. Inga underarter finns listade i Catalogue of Life.